# Livin' in the Light
«Livin' in the Light» (español: Vivir en la luz) es el primer sencillo del álbum debut de Caron Wheeler U.K. Blak. Fue lanzado en 1990 y es uno de sus mayores éxitos en solitario, alcanzando el #53 en el Billboard Hot 100 y el #14 en el UK Singles Chart.

## Listas musicales
| Lista musical                 | Posición |
| ----------------------------- | -------- |
| Billboard Hot 100             | 53       |
| UK Singles Chart              | 14       |
| Billboard Top R&B Songs       | 3        |
| Billboard Hot Dance Club Play | 1        |